# Ground Control
Pour les homonymes, voir Ground Control (homonymie).
Ground Control est un jeu vidéo de tactique en temps réel développé par Massive Entertainment et publié par Sierra On-Line en 2000 sur PC (Windows). Il bénéficie d'une extension, Ground Control: Dark Conspiracy, développée par High Voltage Software et également publiée en 2000. Il bénéficie également d'une suite, Ground Control II: Operation Exodus, développée par Massive Entertainment et publiée par Vivendi Universal Games en 2004.

## Trame
Ground Control se déroule dans un futur de science-fiction après qu’une guerre nucléaire mondiale – surnommée la guerre des Seize minutes –  ait dévasté la Terre en 2093. Après ce cataclysme, un culte apocalyptique chargé de collecter l’ensemble des connaissances de l’humanité en vue d’un tel évènement, connu sous le nom de l’Ordre de la Nouvelle Aube, joue un rôle prépondérant dans le retour à la civilisation, ce qui lui permet d’assoir son pouvoir sur la planète. Il doit cependant faire face à l’émergence de puissantes corporations qui retrouvent progressivement leur puissance depuis le cataclysme. L’action du jeu débute en 2419 alors que l’une de ses corporations, la Crayven, affronte l’Ordre de la Nouvelle Aube sur la planète Krig 7b pour le contrôle des vestiges d’une ancienne civilisation extraterrestre. Au cours des deux campagnes du jeu, le joueur incarne successivement le major Sarah Parker, de la Crayven Corporation, et le diacre Jarred Stone, de l’Ordre de la Nouvelle Aube, avec pour objectif d’éliminer les forces ennemies et de prendre le contrôle de puissants artefacts extraterrestres, les Xenofacts.

## Système de jeu
Ground Control est un jeu de tactique en temps réel. Contrairement à un jeu de stratégie en temps réel, il met en effet de côté la gestion des ressources et la production d’unités ou d’infrastructures pour se concentrer uniquement sur l’aspect tactique des combats. Le joueur commence ainsi chaque mission avec un nombre prédéfini d’unités – incluant de l’infanterie, des chars d'assaut et de l’aviation – avec lesquelles il doit accomplir ses objectifs, sans possibilité de les remplacer ou d’en acquérir de nouvelles. Chaque faction dispose de quatorze unités différentes. Parmi celles-ci se trouvent notamment différents types de char d’assaut, plus ou moins rapide et puissant, de l’artillerie, des véhicules lance-roquettes, différentes unités d’infanterie, des canons antiaériens et plusieurs types d’avions. Chaque unité possède des points forts et des points faibles, que le joueur doit exploiter pour réussir ses objectifs. Elles disposent également d’armes et d’équipements spéciaux, comme des obus anti-infanterie, des balles perforantes, des kits de réparation ou des boucliers, qui ne peuvent être utilisés qu’un certain nombre de fois lors d’une mission. Les unités ne sont pas gérées individuellement mais en escouade indivisibles de plusieurs unités du même type. A ces escouades, le joueur peut assigner une formation, chacune avec des avantages et des inconvénients. Une escouade en ligne voit ainsi sa puissance de feu maximisée mais risque de gêner des troupes alliées ou de subir un tir ami. Une escouade en colonne minimise ce risque mais son unité de tête devient alors très exposée aux tirs ennemis. Le jeu gère également la possibilité de déborder l’ennemi pour l’attaquer par les flancs ou par derrière, le blindage des unités étant généralement plus résistant à l’avant. Il gère enfin la ligne des vues des unités en fonction du relief et de l’environnement, ce qui permet de dissimuler des unités dans des hautes herbes ou derrière une colline ou un arbre ou de les positionner en hauteur pour profiter d’une vue optimale.
En solo, le jeu propose deux campagnes, une pour le Crayven et une pour l’Ordre de la Nouvelle Aube, composées chacune de quinze missions. Seule la première est initialement disponible et le joueur doit la terminer avant de commencer la seconde. Les missions proposent différents types d’objectifs qui nécessitent par exemple de défendre ou d’attaquer une base ou d’escorter un convoi. D’une mission à l’autre, le joueur peut conserver certaines de ses unités qui gagnent de l’expérience et deviennent plus puissantes. Le jeu propose également un mode multijoueur dont la principale originalité est de permettre au joueur de rejoindre une partie en cours, comme dans un jeu de tir à la première personne. Les unités du joueur apparaissent alors à un point de la carte et, au fur et à mesure qu’elles se font détruire, des renforts lui sont envoyés par des vaisseaux de transports. Outre des matchs à mort classiques, le multijoueur propose plusieurs modes de jeu originaux. Dans le mode Score Zone, le joueur doit ainsi prendre le contrôle du centre de la carte pour gagner des points et dans le mode Flag Zone, il gagne des points en fonction des zones qu’il contrôle.

## Développement
Ground Control est le premier jeu du studio suédois Massive Entertainment, fondé en 1997 par Martin Walfisz et Christian Pérez. Après avoir obtenu leurs premiers financements, ils commencent à développer Ground Control et à faire croitre leur entreprise, avec notamment le recrutement de jeunes étudiants en informatique de l’université de Ronneby. Pour concevoir le jeu, ils s’inspirent des jeux de stratégie en temps réel classiques, comme Warcraft 2 et Command and Conquer. Par rapport à ces derniers, ils souhaitent par contre rapprocher le joueur de l’action et se concentrer uniquement sur l’aspect tactique des combats, en mettant de côté la gestion des ressources et la production d’unités ou d’infrastructures. Lorsque le projet est suffisamment avancé, ils présentent le jeu lors de salons comme l’Electronic Entertainment Expo ou lors de conférences de développeur, et ils signent finalement un contrat avec l’éditeur Sierra Entertainment en avril 1999. Fin 1999, l’équipe de développement compte une trentaine d’employés. 

## Extension
Ground Control bénéficie d’une extension – Dark Conspiracy – développée par Massive Entertainmentet publiée par Sierra Entertainment en décembre 2000. Elle inclut une nouvelle campagne solo, composée de quinze missions et dont le scénario poursuit celui du jeu original. Le joueur y incarne le major Sarah Parker qui, après avoir empêché ses chefs d’utiliser les Xenofacts, se retrouve coincée avec Jarred Stone sur la planète Krig-7b, encerclée par les Crayvens et par l’armée de l’Ordre de la Nouvelle Aube. Au cours de la campagne, le joueur bénéficie de l’aide d’une nouvelle faction, les mercenaires Phenix, pour affronter des dissidents de l’Ordre de la Nouvelle Aube. Il peut ainsi s’appuyer sur de nouvelles unités terrestres et aériennes dont le véhicule de reconnaissance Basilic, le char d’assaut lourd Minotaure et un char lance-flamme. Les deux autres factions du jeu se voient également dotées de nouvelles troupes. Les Crayvens bénéficient ainsi d’un véhicule radar, d’un robot de combat et d’un nouveau char d’assaut. De son côté, l’Ordre de la Nouvelle Aube peut notamment s’appuyer sur des unités kamikazes qui se jettent sur chars ennemis avant de déclencher leurs explosifs. Outre de nouvelles unités, l’extension inclut de nouvelles armes spéciales. Elle ajoute également treize nouvelles cartes pour le jeu en multijoueur.

## Accueil

### Ground Control
| Ground Control        |      |       |
| Média                 | Pays | Notes |
| Computer Gaming World | US   | 4/5   |
| Gamekult              | FR   | 8/10  |
| GameSpot              | US   | 85 %  |
| Gen4                  | FR   | 6/6   |
| Jeuxvideo.com         | FR   | 18/20 |
| Joystick              | FR   | 92 %  |
| PC Zone               | US   | 87 %  |

### Dark Conspiracy
| Dark Conspiracy |      |       |
| Média           | Pays | Notes |
| Gamekult        | FR   | 8/10  |
| GameSpot        | US   | 79 %  |
| Gen4            | FR   | 15/20 |
| Jeuxvideo.com   | FR   | 16/20 |
| Joystick        | FR   | 82 %  |
| PC Gamer UK     | GB   | 89 %  |

## Postérité
Ground Control bénéficie d’une suite – Ground Control II: Operation Exodus – développée par Massive Entertainment et publiée par Vivendi Universal Games en juin 2004. Comme son prédécesseur, il se focalise sur l’aspect tactique mais intègre par contre un système de ressources, qui s’obtiennent en prenant le contrôle de points stratégiques ou en détruisant des unités ennemies. Ces ressources permettent au joueur de déployer de nouvelles unités sur le champ de bataille mais également d’utiliser des armes spéciales.